# Допоможіть! Допоможіть! Гідрофобія!
«Допоможіть! Допоможіть! Гідрофобія!» (Help! Help! Hydrophobia!) — американська короткометражна кінокомедія Генрі Лермана 1913 року з Роско Арбаклом в головній ролі.

## Сюжет
Професор не схвалює нареченого своєї дочки. Професор експериментує з мікробами, і відкриває новий і смертельний вид. Мікроби були в пляшці з молока, і коли професор супроводжує гостей до дверей пляшка молока і чашка залишається на столі. На жаль, Джим Браун в супроводі свого собаки приходить до професора додому і собака випиває смертельних мікробів.

## У ролях
- Роско «Товстун» Арбакл — Джим Браун
- Беатріс Ван — дочка професора
- Нік Коглі — професор